# Quadrastichus plaquoi
Quadrastichus plaquoi är en stekelart som beskrevs av Reina och La Salle 2004. Quadrastichus plaquoi ingår i släktet Quadrastichus och familjen finglanssteklar. Inga underarter finns listade i Catalogue of Life.